# Arved Theuermann
Arved Theuermann (ur. 4 sierpnia 1892 r. w Rosji, zm. 10 listopada 1973 r. w Düsseldorfie) – niemiecki wojskowy, członek SA, a następnie SS, dowódca Batalionu Przybocznego SS "Reichsführer-SS", 2 Zmotoryzowanej Brygady Piechoty SS, Ochotniczego Legionu Holenderskiego, a następnie Kaukaskiego Związku Bojowego SS podczas II wojny światowej.
Jego rodzina po rewolucji bolszewickiej przyjechała do Niemiec. Arved Theuermann od końca grudnia 1930 r. stał na czele różnych oddziałów SA w Greifswaldzie. W poł. listopada 1933 r. objął dowództwo 10 Brygady "Pommern-West" SA. Pod koniec czerwca 1934 r. został aresztowany, po czym w sierpniu tego roku wykluczono go z SA. Od pocz. grudnia 1934 r. służył w sztabie struktur szkoleniowych (AW) NSDAP jako AW-Oberführer. Na początku października 1935 r. wstąpił do SS. Został wykładowcą SS-Führerschule w Bad Tölz. Od pocz. października 1937 r. pełnił funkcję szefa sztabu XX SS-Abschnitt w Kolonii. Od końca czerwca 1941 r. stał na czele oddziału I-C sztabu dowództwa Reichsführera-SS. W poł. lutego 1942 r. w stopniu SS-Obersturmbannführera objął na krótko dowództwo Batalionu Przybocznego SS "Reichsführer-SS", zaś pod koniec lutego 2 Zmotoryzowanej Brygady Piechoty SS. Jednocześnie dowodził II Batalionem Brygady. Na początku kwietnia tego roku został dowódcą Ochotniczego Legionu Holenderskiego. W poł. lipca stanął na czele Kwatery Głównej dowództwa Reichsführera-SS. Od  poł. grudnia 1944 r. w stopniu SS-Standartenführera dowodził Kaukaskim Związkiem Bojowym SS. Po zakończeniu wojny przebywał w niewoli amerykańskiej.